# Anaea tyrianthina
Anaea tyrianthina är en fjärilsart som beskrevs av Osbert Salvin och Frederick DuCane Godman 1868. Anaea tyrianthina ingår i släktet Anaea och familjen praktfjärilar. Inga underarter finns listade i Catalogue of Life.